# Pericoma californica
Pericoma californica är en tvåvingeart som beskrevs av Kincaid 1901. Pericoma californica ingår i släktet Pericoma och familjen fjärilsmyggor. Inga underarter finns listade i Catalogue of Life.